# TM4SF18
TM4SF18 (англ. Transmembrane 4 L six family member 18) – білок, який кодується однойменним геном, розташованим у людей на 3-й хромосомі. Довжина поліпептидного ланцюга білка становить 201 амінокислот, а молекулярна маса — 22 277.
| 10         |  | 20         |  | 30         |  | 40         |  | 50         |
| ---------- |  | ---------- |  | ---------- |  | ---------- |  | ---------- |
| MGSRKCGGCL |  | SCLLIPLALW |  | SIIVNILLYF |  | PNGQTSYASS |  | NKLTNYVWYF |
| EGICFSGIMM |  | LIVTTVLLVL |  | ENNNNYKCCQ |  | SENCSKKYVT |  | LLSIIFSSLG |
| IAFSGYCLVI |  | SALGLVQGPY |  | CRTLDGWEYA |  | FEGTAGRFLT |  | DSSIWIQCLE |
| PAHVVEWNII |  | LFSILITLSG |  | LQVIICLIRV |  | VMQLSKILCG |  | SYSVIFQPGI |
| I          |  |            |  |            |  |            |  |            |

A: Аланін

C: Цистеїн

D: Аспарагінова кислота

E: Глутамінова кислота

F: Фенілаланін

G: Гліцин

H: Гістидин

I: Ізолейцин

K: Лізин

L: Лейцин

M: Метіонін

N: Аспарагін

P: Пролін

Q: Глутамін

R: Аргінін

S: Серин

T: Треонін

V: Валін

W: Триптофан

Локалізований у мембрані.